# 韩国副总统
韩国副总統（副統領，부통령）一职在第一共和國時代以副大統領的名称设置。当初以国会議員的無記名投票的方式選出，第1次憲法改正（1952年7月7日）后变为由国民的普通、平等、秘密、直接選舉的方式選出。但是1960年四月革命後的第3次憲法改正后、副总统一職被廢止。

## 副总统的权力
韩国副总统兼任憲法委員會主席和弹劾法院院长（总统和副总统之弹劾审判则由大法院长担任审判长）。1952年宪法第一次修正后，第36条第二项规定副总统兼任参议院议长，但1956年在野党张勉当选副总统后，执政的自由党拒绝制定参议院选举法，因此未能举行参议院选举。
此外，宪法规定副总统不得兼任国务总理和国会议员，副总统也不是国务委员，因此副总统职位本身没有实际权力。

## 選舉制度
根据《宪法》第35条，副总统由国会以秘密投票方式选举产生。副总统选举需得三分之二以上国会议员出席，以及出席议员中的三分之二以上选票。如果无人赢得三分之二以上选票，则进行第二轮选举。如果依然无人赢得三分之二以上选票，则在得票最高的两名候选人之间进行决选，得票最多的候选人当选。
1952年7月7日的宪法修正案规定副总统由全民直选产生。两部宪法的第55条都规定副总统任期四年，可连任一届。

## 代理制度

### 总统出缺
当总统因意外事故无法履行职责时，副总统有权代理总统职务。宪法第二修正案第55条第2款规定，总统职位出缺时，副总统将继任总统，完成剩余任期。

### 副总统出缺
第一共和国宪法第56条规定，副总统职位出缺时，必须立即选举继任者。然而，与总统职位出缺时由副总统、国务委员等代理总统不同，副总统即使在职位出缺时也没有代理副总统。
韩国四位副总统中，有三位在任期结束前辞职，这三次辞职都引发了争议，因为宪法和相关法律均未对总统和副总统的辞职作出规定。第一任副总统李始荣和第二任副总统金性洙的辞职，国会根据法律专家的建议，即国会当时拥有选举副总统的权力，因此副总统的辞职也由国会决定，以投票的方式接受了他们的辞职。然而，张勉副总统并非由国会选举产生，而是由民众直接选举产生，因此其辞职的接受方式再次引发争议。当时，国会拥有宣布副总统的选举权力，因此，按照逻辑，副总统的辞职必须由国会宣布才能生效，因此，张勉的辞职在国会宣布接受后才得以生效。

## 副總統列表
| #                     | 副总统 | 副总统                  | 副总统                  | 任期          | 任期                   | 选举                                   | 政党                      |
| #                     | 肖像   | 姓名 （出生－逝世日期） | 姓名 （出生－逝世日期） | 就任日期      | 卸任日期               | 选举                                   | 政党                      |
| --------------------- | ------ | ----------------------- | ----------------------- | ------------- | ---------------------- | -------------------------------------- | ------------------------- |
| 1                     |        | 李始榮 （1868 ~ 1953）  |                         | 1948年7月24日 | 1951年5月14日 （辞职） | 1948 — 67.5% （国会选举，133票）       | 国民会 （1948 ~ 1951）    |
| 2                     |        | 金性洙 （1891 ~ 1955）  |                         | 1951年5月16日 | 1952年6月28日 （辞职） | 1951 — 51.3% （国会选举，78票）        | 民主国民党（1951 ~ 1952） |
| 3                     |        | 咸台永 （1873 ~ 1964）  |                         | 1952年8月15日 | 1956年8月14日          | 1952 — 41.3% （直接选举，2,943,813票） | 无党籍（1952 ~ 1956）     |
| 4                     |        | 张勉 （1899 ~ 1966）    |                         | 1956年8月15日 | 1960年4月25日 （辞职） | 1956 — 46.4% （直接选举，4,012,654票） | 民主党 （1956 ~ 1960）    |
| 1960年6月14日职务废除 |        |                         |                         |               |                        |                                        |                           |

当选无效
- 选举舞弊而当选，国会于1960年3月18日通过并承认选举结果，但在野党认为选举非法，离开国会议场。此次选举舞弊引发四·一九运动，李承晚政权于4月26日垮台。

| # | 副总统 | 副总统                  | 副总统                  | 任期     | 任期     | 选举                                        | 政党   |
| # | 肖像   | 姓名 （出生－逝世日期） | 姓名 （出生－逝世日期） | 就任日期 | 卸任日期 | 选举                                        | 政党   |
| - | ------ | ----------------------- | ----------------------- | -------- | -------- | ------------------------------------------- | ------ |
| - |        | 李起鹏 （1896 ~ 1960）  |                         |          |          | 1960年3月 — 79.2% （直接选举，8,337,059票） | 自由党 |